# MagSafe

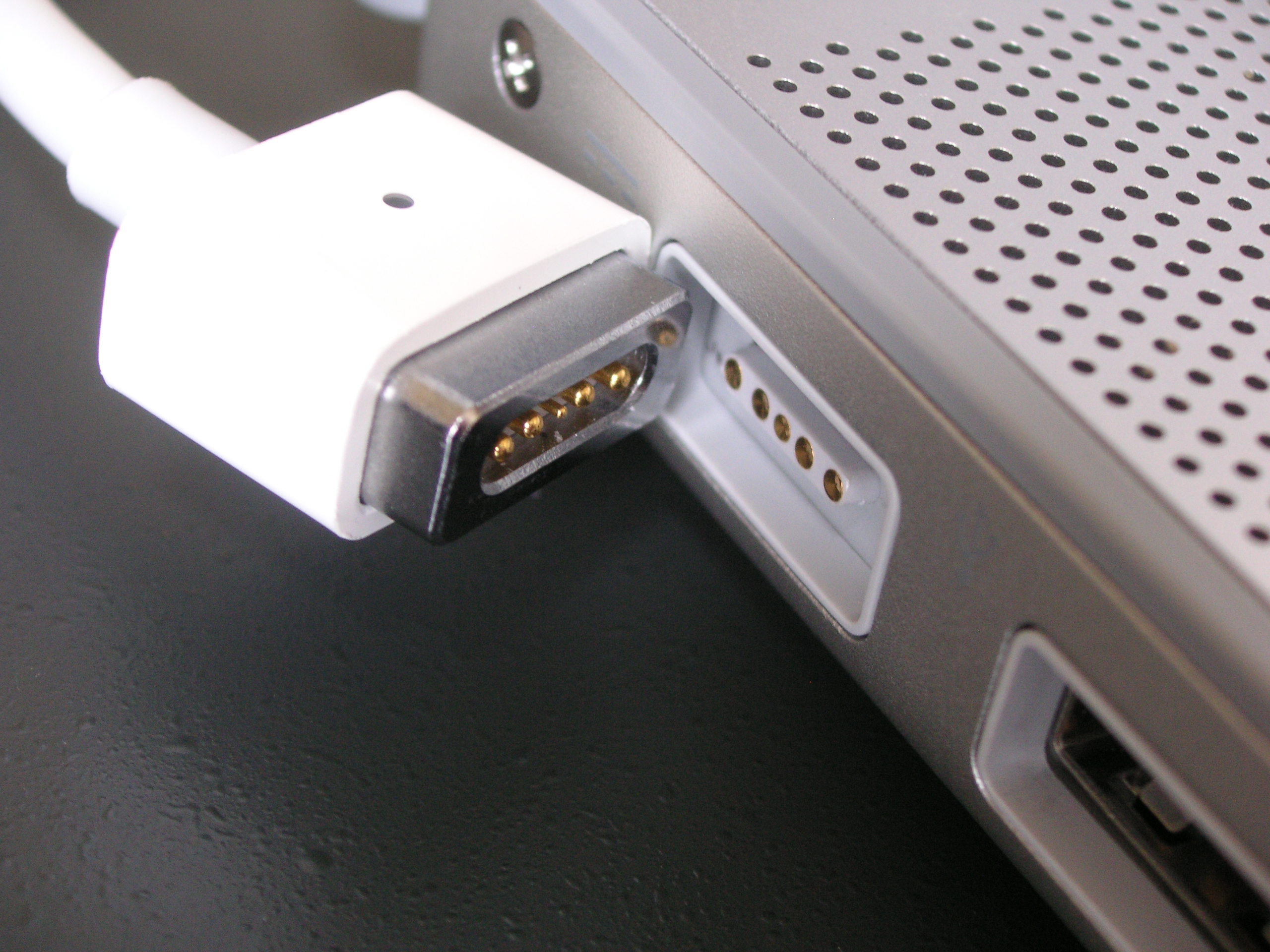
Napájecí konektor MagSafe

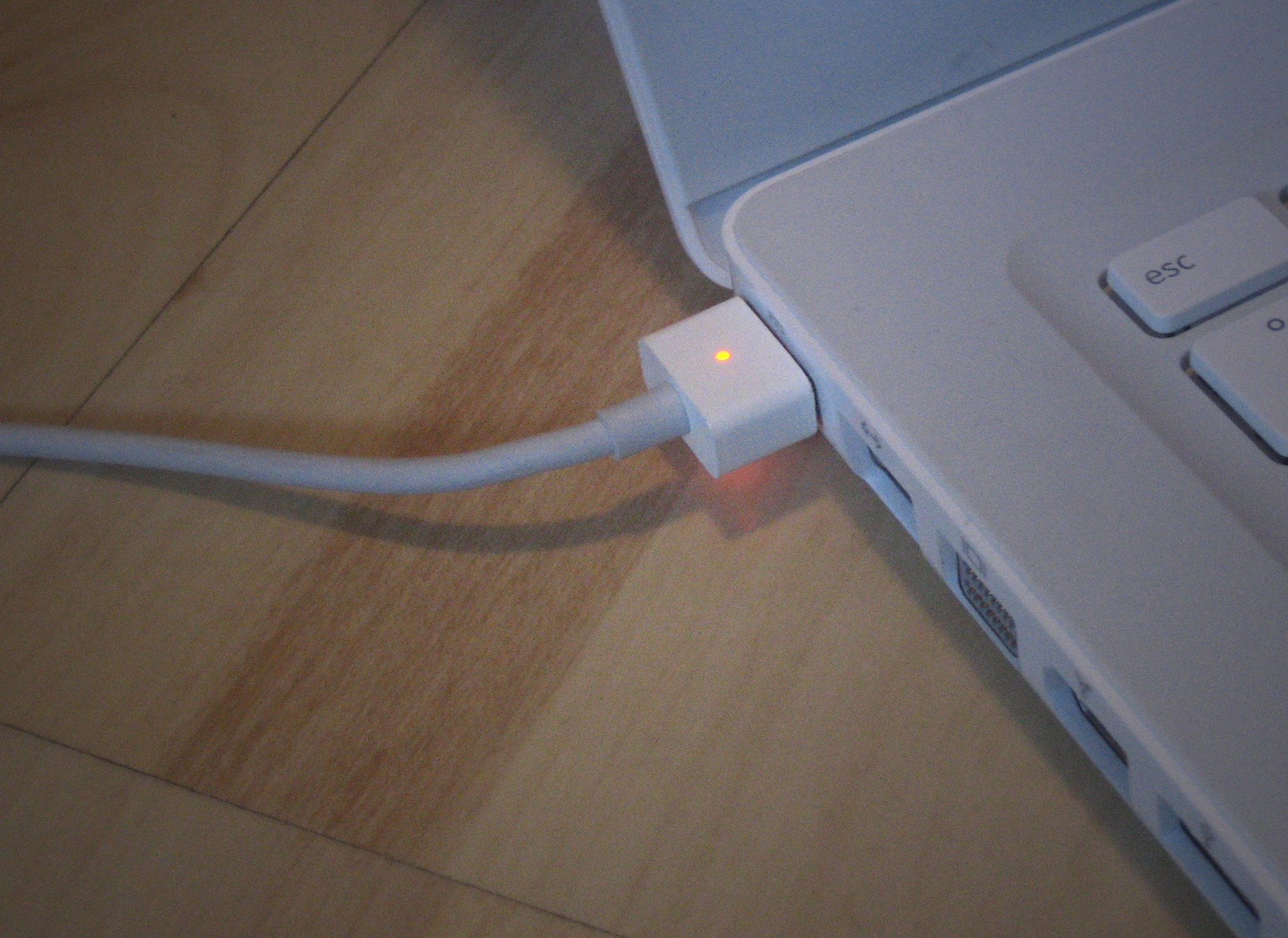
Žluté světélko značící probíhající nabíjení

MagSafe je magnetický DC konektor užívaný u napájecích adaptérů notebooků značky Apple a jako přípojka na příslušenství na iPhone 12 a novější. Byl uveden s jednou z verzí MacBook Pro dne 10. ledna 2006 na Macworld Expo v San Franciscu. Konektor je uzpůsoben tak, aby se při zatáhnutí za napájecí kabel odpojil konektor od počítače a zamezil tak pádu a poškození laptopu. Výhody magnetického konektoru jsou vtipně znázorněné v jedné z Apple reklam z řady Get A Mac.

## Vlastnosti
Piny konektoru jsou rozloženy tak, aby se obdélníkový konektor dal zapojit v obou možnostech natočení. Při zapojení MacBooku do elektrické sítě se na MagSafe konektoru rozsvítí LED dioda. Probíhající nabíjení signalizuje konektor žlutým světélkem, plné nabití pak zeleně.
MagSafe je dodáván se všemi verzemi MacBooku, vždy je však kompletně v bílé barvě, což neocení zejména uživatelé stříbrných MacBooků Pro a MacBooků Air. Ačkoli se vzhledově nijak neliší verze dodávané s MacBooky Pro a klasickými MacBooky, výkon adaptéru je rozdílný (60 W u MacBooku, respektive 85 W u MacBooku Pro).
Pro MacBook Air je MagSafe konektor včetně adaptéru vyráběn v menší uzpůsobené velikosti. Výrobce samozřejmě doporučuje používat pouze tu verzi, která je pro daný model MacBooku určena a nepoužívat výkonnější, nebo slabší adaptéry od ostatních modelů.
Lze dokoupit i Apple MagSafe Airline Adapter pro napájení notebooků Apple v letadle.

## Parametry
Konektor má 5 pinů (viz obrázek).

Schéma MagSafe konektoru

- Malý prostřední pin (3) zajišťuje kontrolu stavu nabíjení baterie.
- Širší piny (2) a (4) zajišťují napětí stejnosměrného proudu až 16,5 V.
- Širší piny (1) a (5) na krajích obstarávají uzemnění.